# Palle Huld
Palle Huld (Hellerup, 2 augustus 1912 – Kopenhagen, 26 november 2010) was een Deens avonturier, schrijver en film- en toneelacteur. De jonge Huld vormde naar verluidt de inspiratie voor Hergé voor zijn wereldberoemde stripfiguur Kuifje.

## Leven

### Wereldreis
In 1928 won de vijftienjarige scout Huld een prijsvraag van de Deense krant Politiken. De wedstrijd was georganiseerd ter nagedachtenis aan de honderdste verjaardag van de Franse schrijver Jules Verne en de hoofdprijs was gebaseerd op de avonturenroman De reis om de wereld in tachtig dagen. Als de tiener maakte Huld in 1928 een wereldreis per schip, trein en auto. Bij zijn terugkomst werd hij onthaald door 20.000 mensen op het Rådhuspladsen in Kopenhagen. Over zijn ervaringen schreef hij het boek Jorden rundt i 44 Dage af Palle (vertaald in het Nederlands: Een reis om de wereld in 44 dagen) met daarin een voorwoord van Jean-Jules Verne, de kleinzoon van Jules Verne. De roodharige Huld werd op zijn reis veelvuldig gefotografeerd met pet en plusfour, kenmerken die overeenkomen met de in 1929 voor het eerst verschenen Kuifje.

### Acteur
Na een periode van studie in Canada werd Huld in 1932 toegelaten tot de acteursopleiding van het Det Kongelige Teater (Koninklijk Theater van Denemarken). In 1934 maakte hij zijn debuut voor het theater en twee jaar later kwam hij er in vaste dienst en vertolkte hij diverse hoofdrollen. Tot aan zijn pensioen in 2000 bleef hij nauw betrokken bij het theater en daarnaast zou hij in de periode van 1933 tot 2000 acteren in veertig Deense films.
In 1992 schreef Huld zijn autobiografie Så vidt jeg erindrer (Zo ver ik me kan herinneren).

## Erkenning
Naast diverse Deense theaterprijzen is Huld onderscheiden met de graad van Ridder in de Orde van de Dannebrog. Tevens is hij benoemd tot ere-kunstenaar van Østermarie

## Trivia
In 2012 werd postuum ter ere van zijn honderdste verjaardag zijn boek Jorden rundt i 44 Dage af Palle opnieuw uitgegeven met een nieuw voorwoord van Troels Kløvedal. 